# Artilleriregementet (gamla)
Artilleriregementet var ett artilleriförband inom svenska armén som verkade i olika former åren 1636–1794. Förbandsledningen var förlagd i Stockholms garnison i Stockholm.

## Historia

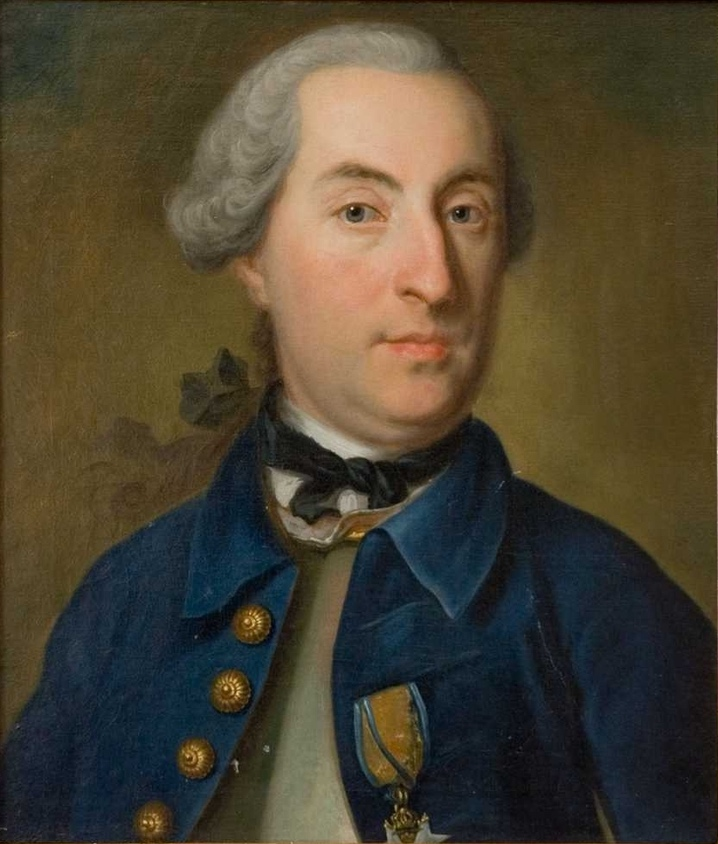
Hans Gustaf Gyllengranat i uniform m/1756 för Artilleriregementet och med Svärdsordens riddartecken på bröstet. Avporträtterad av Johan Henrik Scheffel 1765.

Regementet har sitt ursprung i ett artillerikompani som sattes upp 1623 i Stockholm. Fältartilleriregementet organiserades 1630 för att följa Gustav II Adolf i Trettioåriga kriget. År 1636 fick alla svenska artilleriregementen en och samma befälhavare. Artilleriregementet bestod av allt artilleri i egentliga Sverige. År 1649 utökades till att omfatta hela stormaktsväldets artilleri med personal fördelad på mer än 50 garnisoner med uppgift att bemanna såväl fästningsartilleri som fältartilleri.
Under Stora nordiska kriget hade artilleriet förminskats avsevärt och omorganiserades helt och hållet 1718 till en fältanrättning och tolv fästningsanrättningar belägna i Stockholm, Jönköping, Malmö, Halmstad, Varberg, Göteborg, Kalmar, Kristianstad, Landskrona, Marstrand, Bohus och Sundsborg. År 1792 hade regementet 3 200 man organiserade i 40 kompanier. Två år senare 1794 upplöstes och delades regementet till fyra nya, Finska artilleriregementet, Göta artilleriregemente, Svea artilleriregemente och Wendes artilleriregemente.

### Bilder

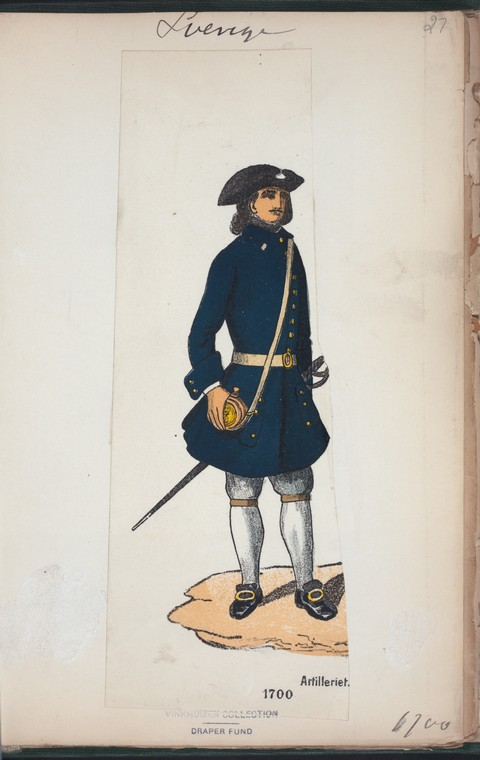
Uniform från ca år 1700.
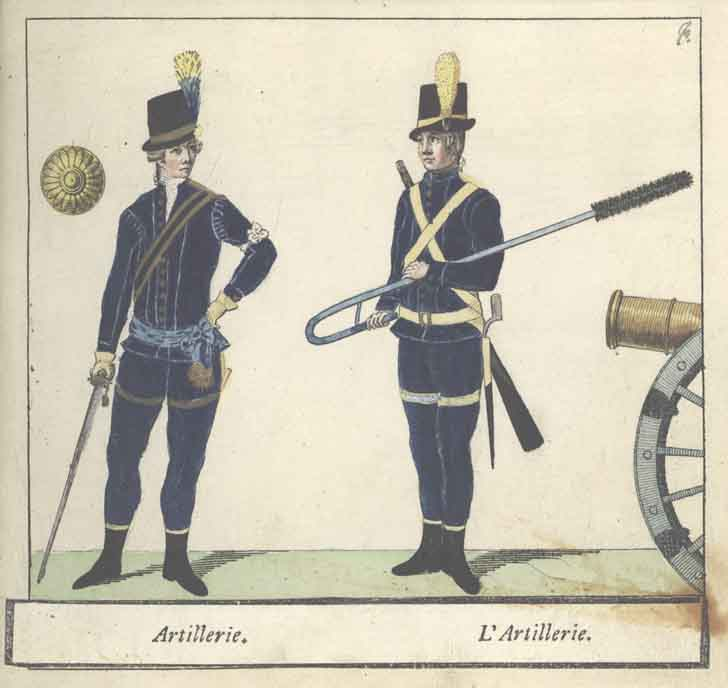
Uniform m/1779 för officer och artillerist.
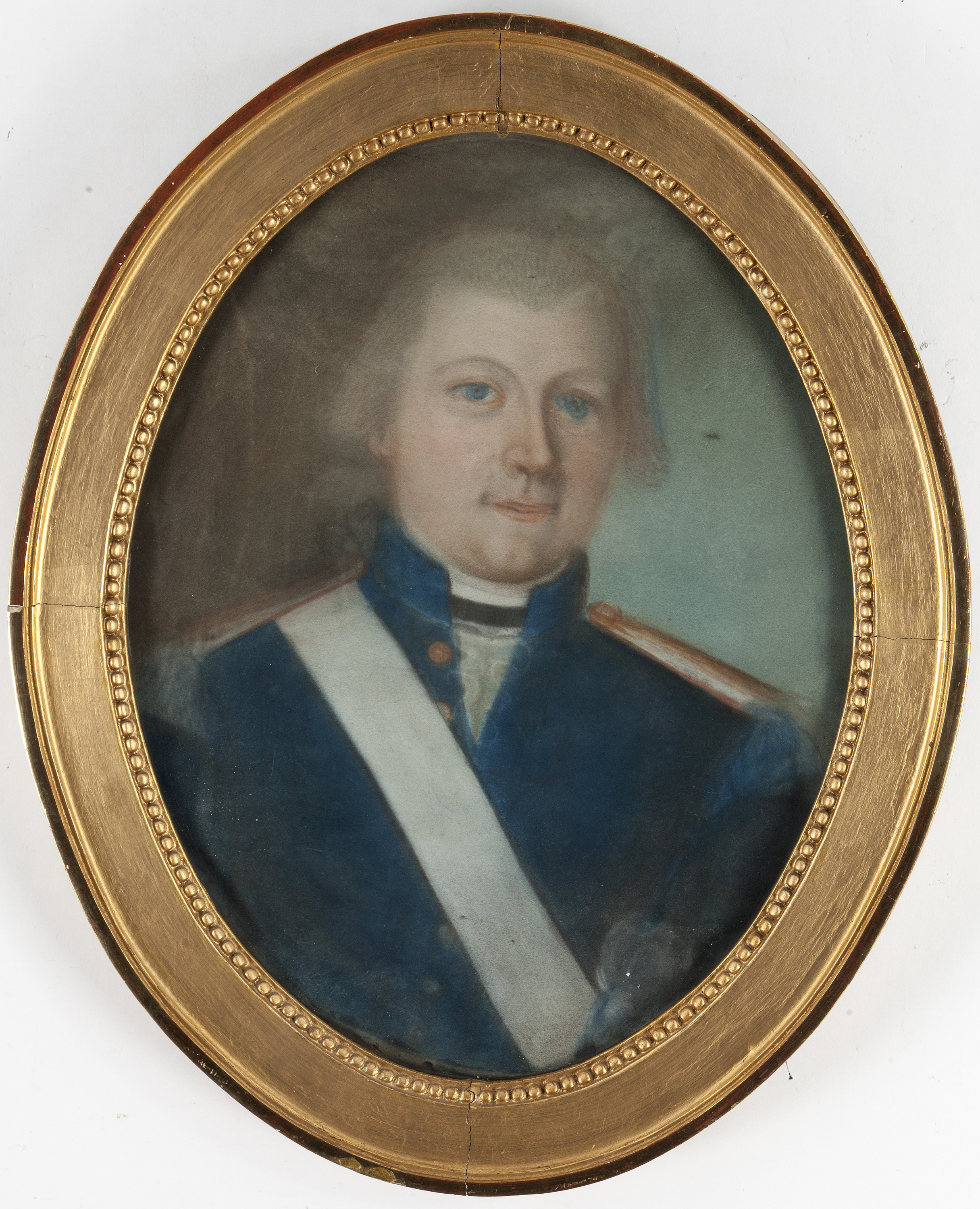
Okänd löjtnant eller underlöjtnant i regementets uniform m/1792.

## Verksamhet
Regementets soldater rekryterades från hela landet och var förlagt på flera olika platser, bland annat Stockholm. Ur basorganisation, fredsstaten, mobiliserades i krig Arméns Fältartilleriregemente. Benämningen infördes i fredsorganisationen 1689. Regementet var förlagt i hela det dåvarande Svenska Riket. År 1700 organiserades fyra så kallade "fältstater" (No.1-No.4) för att följa Karl XII i fält. Regementet var uppdelat i fyra brigader. Brigaderna bestod av varierande antal kompanier men varje kompani bestod av 80 man. Livbrigaden (Stockholm, Vaxholm och Frösö skans) bestod av 13 kompanier, Göteborgsbrigaden (Göteborg, Karlstad och Eda skans) av sju kompanier, Skånska brigaden (Kristianstad, Malmö, Landskrona, Jönköping, Kalmar och Stralsund) av 10 kompanier och Finska brigaden (Helsingfors, Lovisa, Tavastehus, och Varkaus) av 10 kompanier. Pjäserna var också av varierande modeller och med varierande kaliber vilket orsakade stora problem avseende ammunitionsförsörjningen. Hela fältartilleriet gick förlorat 1709. Organisationen byggdes upp igen från grunden och 1718 fastställdes namnet till Kongl. Artilleriregementet. 

### Fälttåg
- 1630–1648: Trettioåriga kriget
- 1643–1645: Torstensons krig
- 1655–1661: Nordiska krigen
- 1674–1679: Skånska kriget
- 1700–1721: Stora nordiska kriget
- 1741–1743: Hattarnas ryska krig
- 1757–1762: Sjuårskriget
- 1788–1790: Gustav III:s ryska krig

## Förläggningar och övningsplatser
Fästningsartilleri fanns bland annat i Bohus fästning, Älvsborg fästning, Karlstens fästning (Marstrand), Varbergs fästning, Halmstads slott, Landskrona citadell, Malmö, Kalmar slott, Visby, Karlshamn, Borgholms slott, Viborg, Kexholm, Narva, Ivangorod, Reval, Dorpat, Riga, Dünamunde, Pernau, Nyenskans, Bremen-Verden, Stade, Wismar, Stettin, Stralsund, Anklam, Wolgast, Greifswald och Demmin.

## Heraldik och traditioner
I samband med försvarsbeslutet 2000 upplöstes och avvecklades samtliga svenska artilleriregementen. Där artilleriet vid den tidsperioden utgjordes av Bergslagens artilleriregemente Gotlands artilleriregemente, Norrlands artilleriregemente och Wendes artilleriregemente. I dess ställe bildades ett artilleriregemente, vilket antog namnet Artilleriregementet och som sökte sina traditioner från det Artilleriregemente som upplöstes 1794. Det nya Artilleriregemente bestod av fyra bataljoner Bergslagens-, Norrlands, Svea- och Wendes artilleribataljon.

## Förbandschefer
Förbandschefen titulerades regementschef och hade tjänstegraden överste.

- 1697–1702: Erik Johan Meck
- 1702–1706: Magnus Granatenhielm
- 1706–1709: Rudolf von Bünow
- 1710–1716: Gustaf Gabriel Appelman
- 1716–1740: Carl Cronstedt
- 1740–1749: Gustaf Gyllengranat
- 1749–1761: Augustin Ehrensvärd
- 1761–1770: Carl Ehrensvärd
- 1770–1781: Claes Robert Charpentier
- 1781–1794: Carl Gideon Sinclair

## Namn, beteckning och förläggningsort
| Kungl Fältartilleriregementet | 1630-??-?? | – | 1689-??-?? |
| Kungl Artilleriregementet     | 1689-??-?? | – | 1794-06-22 |

| Saknade beteckning | x | – | x |

| Olika, huvudsakligen Stockholm (F) | 1636-??-?? | – | 1794-06-22 |